# Marina Soliva i Corominas
Marina Soliva i Corominas   (Tremp, 9 de juny de 1914 - el Masnou, 22 d'octubre de 2006) fou una metgessa catalana especialitzada en ginecologia, obstetrícia i cirurgia que va exercir professionalment durant més de quaranta anys a Barcelona. En la seva última etapa, s'interessà en investigacions de laboratori sobre citogenètica humana.

## Biografia
Marina Soliva, era filla d'Ernest Soliva i Rosés (1890 – 1981) i de Ramona Corominas i de Ameller (1893 -1985), va viure la petita infància en diversos pobles catalans en funció del destí del seu pare com a mestre d'escola rural. Amb sis anys, la seva família es traslladà a viure a Palamós, on el seu pare fou Director de l'Escola Municipal Graduada La Vila]. Realitzà els seus estudis de batxillerat pel torn lliure sota el ferm mestratge del seu pare, un home lliberal i humanista, que animar a les seves dues filles a fer estudis universitaris. En l'adolescència, pren classes particulars d'anglès i alemany aprofitant que la indústria surera proporcionava una nombrosa colònia d'empresaris estrangers residents a Palamós, el que va facilitar que dominés aquests idiomes de ben jove.
El 1934 es matricula a la Facultat de Medicina de la Universitat de Barcelona on continua els seus estudis fins l'esclat de la Guerra Civil Espanyola. Durant aquests primers anys universitaris, fa una amistat que durarà tota la vida amb la jove estudiant de medicina Núria Pla i Monseny (1916-2011), filla del metge Ramon Pla i Armengol, amb la qual repassen lliçons i practquen experiments en el laboratori veterinari farmacèutic del Mas Ravetllat-Pla.
Durant la guerra civil, va exercir de mestra. El 1937 va ser nomenada "Auxiliar per a la lluita contra l'analfabetisme de l'escola de Palamós", posteriorment, a causa dels freqüents bombardejos que patia el port de Palamós, li va ser assignada la població d'Ullastret. Finalitzada la contesa civil, a causa de la situació de postguerra amb la depuració franquista a Catalunya, es veu obligada a continuar els seus estudis a Saragossa on es trasllada al setembre de 1940 com a alumna interna per oposició a la Clínica Ginecològica de la Facultad de Medicina y Hospital Provincial de Zaragoza.
El 1941 es va llicenciar en Medicina, amb l'especialitat de ginecologia i obstetrícia, per la Universitat de Saragossa; fou una de les quatre úniques dones que es van titular en la seva promoció però no va rebre autorització per exercir fins al 1942 en finalitzar l'obligat Servicio Social Femenino del Movimiento.
En 1942 presenta una comunicació sobre un tipus de càncer d'ovari, en las Jornadas Médicas Españolas que tenen lloc a Barcelona i publica aquest primer estudi en 1943, alhora que perfecciona l'especialitat de Ginecologia i Obstetrícia en el servei del professor Víctor Conill Montobbio a l'Hospital Clínic amb qui col·labora professionalment durant 15 anys fins que aquest es jubila i abandona la càtedra. En 1944, cursa l'alta professional al Col·legi de Metges de Barcelona i obra dues consultes ginecològiques, una a Vilanova i la Geltrú, on resideix i l'altra a Barcelona, en les que compta amb l'ajuda de la seva germana Antonia Soliva, infermera titulada.
El 1950 viatja a l'estranger i fa estades a Estrasburg, Frankfurt am Main i Heidelberg. Pel fet de parlar alemany, és contractada com a metge intern en la Frauenklinik de la Universitat de Heidelberg, en l'equip del ginecòleg Dr. Hans Runge, on s'interessa pel seguiment biològic de l'embaràs i per l'analgèsia durant el part.
Retorna a Catalunya en 1952, s'incorpora a la Clínica Ginecològica de la Facultat de Medecina de Barcelona, en el servei del Dr. Conill i publica en 1953 un estudi sobre terapèutiques modernes en el tractament del càncer de coll uterí amb radioisòtops. Rep una beca del Consejo Superior de Investigaciones Científicas (CSIC), per fer la tesi doctoral amb el catedràtic Francisco Garcia-Valdecasas a l'Hospital Clínic on coincideix amb el Dr. Josep Laporte Salas.
En 1956 obté el doctorat en Medecina i Cirurgia amb la qualificació d'excel·lent i, el mateix any, guanya per concurs una plaça de tocoginecologia del Seguro Obligatorio de Enfermedad (SOE) a la ciutat de Barcelona. Arriba a ser cap de secció territorial de tocoginecologia a l'Instituto Nacional de Previsión on dirigeix un equip de quatre llevadores, que compagina amb l'exercici professional privat en la consulta mèdica del barri de l'Eixample (c. Valencia 315) i que manté oberta fins a la seva jubilació en 1976. En 1954, forma part del comitè de recepció, pel seu anglès fluid, a la presidenta Ada Chree Reid de la Medical Women`s International Association, organitzadora del Congreso Mundial de Mujeres Médicos, en la seva visita a Barcelona, juntament amb altres metgesses catalanes. En 1955, es casa amb Lluís M. Parés i Rovira, sent padrí de noces el seu mentor, el professor Garcia Valdecasas i dos anys després, és mare de dues filles bessones, sent assistida per la seva col·lega Ignàsia Salvans i Casas.
A principis dels anys 70, rep la invitació del científic Joan Oró per incorporar-se a l'equip de citogenètica del professor Egozcue Cuixart en el laboratori de l'Institut de Biologia Fonamental (IBF), ubicat en les instal·lacions de l'Hospital de la Santa Creu i Sant Pau de Barcelona. Durant una dècada, fins i tot un cop jubilada, es dedica desinteressadament a la recerca científica en citogenètica humana fins al 1982 quan el laboratori IBF es trasllada al campus de Bellaterra de la UAB. Centra la seva línia d'investigació en l'estudi de l'herència cromosòmica entre bessons, idèntics i fraternals durant el desenvolupament neonatal, a partir de l'anàlisi del cariotip humà amb la nova tècnica microscòpica de la fluorescència. Pels seus assajos clínics utilitza mostres hematològiques de diverses parelles de germans bessons dizigòtics. Treballa sota la hipòtesi de mutacions genètiques, estudia les alteracions produïdes en els cromosomes sexuals X e Y en l'úter matern durant la gestació múltiple pel traspàs d'informació genètica entre fetus de sexe diferent, que poden passar desapercebudes en l'edat adulta o manifestar-se amb l'existència de trets físics masculins o femenins heretats del germà bessó fraternal de sexe diferent.
En 1996 se li diagnostica demència senil de tipus Alzheimer, es retira de la vida pública i trasllada la residència al poble mariner del Masnou, on va morir als 92 anys.

## Publicacions
- Soliva Corominas, Marina "Estudio sobre un caso de teratoblastoma de ovario". Presentació a les Jornades Médiques Espanyoles, 1942. Barcelona. Publicat a la Revista Anales de la Academia Clínica y Laboratorio, 1943. numero Enero . ISSN 0210-7449
- Soliva Corominas, Marina "Nuevos avances en la terapéutica ginecológica". Barcelona. Revista de Medicina Clínica, vol. 21, 1953.
- Soliva Corominas, Marina "Acción sobre el seno carotideo de las plantas medicinales y estudio comparativo de las mismas". Presentació. Barcelona, 1955.
- Soliva Corominas, Marina "Estudio farmacológico sobre diversas especies de Rauwolfias". Tesi doctoral. Departament de Farmacologia i Terapèutica. Facultat de Medecina de Barcelona. Barcelona: Frontis, 1956, 1957, 1959.